# Kike Boula
Enirique Boula Senobua (Malabo, 1993. január 17. –) Egyenlítői-guineai válogatott labdarúgó, a Mallorca B játékosa.
Az Egyenlítői-guineai válogatott tagjaként részt vesz a 2015-ös afrikai nemzetek kupáján.